# Dendroblatta insignis
Dendroblatta insignis är en kackerlacksart som beskrevs av Morgan Hebard 1926. Dendroblatta insignis ingår i släktet Dendroblatta och familjen småkackerlackor. Inga underarter finns listade i Catalogue of Life.